# Te l'avevo detto
Pour plus de détails, voir Fiche technique et Distribution.
Te l'avevo detto est un film dramatique italien réalisé par Ginevra Elkann et sorti en 2023.
Présenté en avant-première au Festival du film de Toronto 2023 et au Festival du film de Rome 2023, le film est sorti dans les salles italiennes le 1er février 2024, distribué par Fandango.

## Fiche technique
- Titre original italien : Te l'avevo detto[1] (litt. « Je te l'avais dit »)
- Réalisateur : Ginevra Elkann
- Scénario : Chiara Barzini, Ilaria Bernardini (it), Ginevra Elkann
- Photographie : Vladan Radovic
- Montage : Desideria Rayner (it)
- Musique : Riccardo Sinigallia (it)
- Décors : Roberto De Angelis
- Production : Lorenzo Mieli (it), Simone Gattoni (it)
- Société de production : The Apartment Pictures, Rai Cinema, Tenderstories, Small Forward Production
- Pays de production :  Italie
- Langue originale : italien
- Format : couleurs - 2,39:1
- Durée : 100 minutes
- Genre : drame
- Dates de sortie :
  - Canada : 8 septembre 2023 (Festival du film de Toronto)
  - Italie : 20 octobre 2023 (Festival du film de Rome)[2] ; 1er février 2024 (sortie nationale)

## Distribution
- Valeria Golino : Pupa
- Valeria Bruni Tedeschi : Gianna
- Greta Scacchi : Frances
- Alba Rohrwacher : Caterina
- Danny Huston : Bill
- Riccardo Scamarcio : Riccardo
- Andrea Rossi : Max
- Marisa Borini : Maria Antonietta
- Sofia Panizzi : Mila

## Accueil critique
« Alla sua seconda prova di regia dopo Magari, Ginevra Elkann racconta una rete di rapporti famigliari disfunzionali, di disturbi alimentari e di ossessioni malsane ambientato nell'ambiente sociale che conosce meglio, quello dell'alta borghesia. »
— Paola Caselli

« Dans sa deuxième réalisation après Magari, Ginevra Elkann donne à voir un réseau de relations familiales dysfonctionnelles, de troubles alimentaires et d'obsessions malsaines dans le milieu social qu'elle connaît le mieux, celui de la classe moyenne supérieure. »